# (7092) Cadmus
(7092) Cadmus ist ein erdnaher Asteroid des Apollo-Typs, der am 4. Juni 1992 von den amerikanischen Astronomen Carolyn und Eugene Shoemaker am Palomar-Observatorium (IAU-Code 675) entdeckt wurde.
Der Himmelskörper ist nach Kadmos, dem Sohn des phönizischen Königs von Agenor und Bruder der Europa benannt.